# Pidonia hayashii
Pidonia hayashii là một loài bọ cánh cứng trong họ Cerambycidae.